# Barbara Hesse-Bukowska

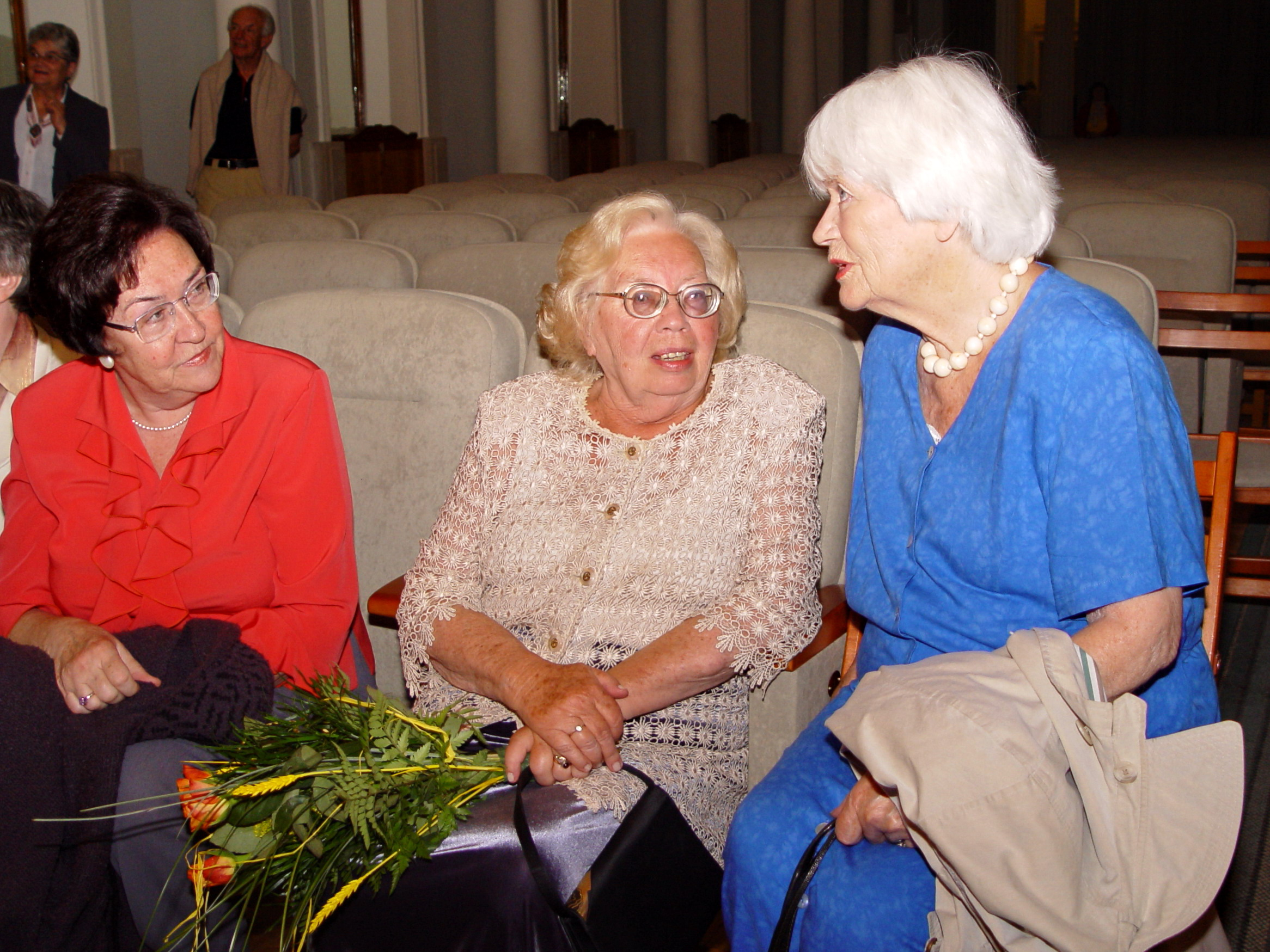
XIV Lato z Chopinem – Barbara Hesse-Bukowska (w środku) w towarzystwie m.in. Aliny Janowskiej po koncercie drugiego dnia „Lata z Chopinem” w Busku-Zdroju (2008)

Barbara Stella Hesse-Bukowska (ur. 8 lutego 1930 w Łodzi, zm. 9 grudnia 2013 w Warszawie) – polska pianistka i pedagożka, laureatka II nagrody na IV Międzynarodowym Konkursie Pianistycznym im. Fryderyka Chopina (1949).

## Życiorys

### Młodość i wykształcenie
Córka Tadeusza i Henryki. Pochodziła z rodziny muzyków, a na fortepianie zaczęła grać w wieku sześciu lat. W 1938 rozpoczęła naukę w Konserwatorium Warszawskim. W 1948 roku ukończyła Państwowe Gimnazjum i Liceum im. Stefana Batorego w Warszawie.  W latach 1945–1949 studiowała w Państwowej Wyższej Szkole Muzycznej w Łodzi (dyplom z wyróżnieniem). W 1949 otrzymała II nagrodę na Międzynarodowym Konkursie Pianistycznym im. Fryderyka Chopina. W 1953 została laureatką V nagrody na Międzynarodowym Konkursie im. Marguerite Long i Jacques’a Thibaud, po czym podjęła naukę u Artura Rubinsteina na kursie mistrzowskim. Uzyskała stopień profesora sztuk muzycznych.

### Kariera pianistyczna
Po konkursowych sukcesach rozpoczęła międzynarodową karierę. Koncertowała w większości krajów europejskich, w Japonii i na wielu międzynarodowych festiwalach. Często występowała z Orkiestrą Symfoniczną Filharmonii Narodowej i Polską Orkiestrą Radiową. Zasiadała w jury wielu konkursów muzycznych, m.in. trzech Konkursów Chopinowskich (1985, 1990, 1995), a także Międzynarodowego Konkursu Pianistycznego w Leeds, Międzynarodowego Konkursu Pianistycznego w Hamamatsu, oraz konkursów w Palm Beach, Sofii, Moskwie, Tajpej, Tokio, Toronto, Pekinie, Bangkoku, Paryżu, Wilnie i Barcelonie. Nagrała wiele płyt, m.in. dla wytwórni Polskie Nagrania „Muza”, Le Chant Du Monde i Westminster, na których utrwaliła utwory Fryderyka Chopina, Karola Szymanowskiego i Ignacego Jana Paderewskiego.
Była też nauczycielką akademicką. Prowadziła zajęcia w klasie fortepianu w Państwowej Wyższej Szkole Muzycznej we Wrocławiu (od 1963) i Państwowej Wyższej Szkole Muzycznej w Warszawie (od 1972). Organizowała też kursy mistrzowskie w Warszawie, Helsinkach, Hawanie oraz Sydney. Od 1962 wchodziła w skład Ogólnopolskiego Komitetu Pokoju.
W 1994 zainicjowała festiwal Lato z Chopinem, który od tamtej pory organizowany jest w Busku-Zdroju.
Zmarła w Warszawie, pochowana na cmentarzu Wojskowym na Powązkach (kwatera F IV-Tuje-11).

## Nagrody i odznaczenia
- Order Sztandaru Pracy I klasy (1984)[10]
- Order Sztandaru Pracy II (1959)
- Krzyż Oficerski Orderu Odrodzenia Polski (12 lutego 2010)[15][16]
- Krzyż Kawalerski Orderu Odrodzenia Polski (15 lipca 1954)[17]
- Złoty Krzyż Zasługi (22 lipca 1952)[18]
- Medal 40-lecia Polski Ludowej (1984)[19]
- Medal "20-lecia Światowej Rady Pokoju" (1969)[20]
- Harriet Cohen International Music Award(inne języki) – British Medal (1962)[21]

## Upamiętnienie
Od 2018 jest patronką ulicy na wrocławskim Jagodnie.